# Trychnosoma
Trychnosoma is een geslacht van vliesvleugeligen uit de familie Pteromalidae. De wetenschappelijke naam van dit geslacht is voor het eerst geldig gepubliceerd in 1957 door Graham.

## Soorten
Het geslacht Trychnosoma omvat de volgende soorten:
- Trychnosoma ernobii Hedqvist, 1974
- Trychnosoma punctipleura (Thomson, 1878)